# Leonard Peterson
Leonard Peterson (30 ottobre 1885 – 15 aprile 1956) è stato un ginnasta svedese.

## Palmarès

### Olimpiadi
- Oro a Londra 1908 nel concorso a squadre.